# Eremiaphila voltaensis
Eremiaphila voltaensis es una especie de mantis de la familia Eremiaphilidae.

## Distribución geográfica
Se encuentra en Burkina Faso.